# Alexandristas
Os Alexandristas eram um grupo de filósofos do Renascimento italiano liderados por Pietro Pomponazzi (1462–1525), cujos seguidores se sujeitavam à explicação aristotélica da Alma (De anima) a qual fora compartilhada por Alexandre de Afrodísias (séculos II e III).
Alexandre sustentava que o De anima negava a imortalidade individual, considerando à alma como uma entidade mortal devido à sua essência material, conectada organicamente com o corpo. Os Alexandristas encontraram forte oposição em Tomás de Aquino e seus adeptos, por interpretarem que o dito por Aristóteles tinha uma conotação comparativa, uma espécie de parábola, asseverando que a alma individual é imortal. Dissentiam também com os Averroistas latinos, quem afirmavam que o intelecto individual é reabsorvido depois da morte dentro do intelecto eterno.